# Plataforma K tracción trasera (General Motors)
La plataforma K de General Motors (comúnmente llamado K-Body ) fue la designación plataforma del automóvil utilizado para los modelos de tracción trasera de los Cadillac Seville entre 1975 a 1979.
La plataforma K de tracción trasera esta estrechamente basada a la muy similar plataforma X de tracción trasera de cuarta generación, y a la segunda generación de la plataforma F de la década de 1970, todos los cuales comparten muchos componentes en común. La plataforma K extendió la plataforma X a una distancia entre ejes de 114.3 pulgadas, y también mejoró el aislamiento de fuentes de vibraciones transmitidas por la estructura de la transmisión y suspensión. Mientras que los automóviles construidos en estas tres plataformas tienen diferentes carrocerías, compartían la misma tecnología de construcción monocasco con un conjunto de subchasis delantero separable aislado con elastómero, un diseño que apareció por primera vez en vehículos de General Motors en la plataforma de la primera generación X de 1962 en el Chevy II. Automóviles construidos sobre estas tres plataformas (F, K, y X) también compartían sistemas de suspensión delantera y trasera, con afinaciones diseñados para cada aplicación.
Las suspensiones delanteras utilizan trapezoides de brazos oscilantes, muelles helicoidales con amortiguadores hidráulicos tubulares, rótulas, bujes elastoméricos y recirculación de bolas de cajas de dirección en diferentes proporciones que eran específicos para cada aplicación. El diseño de la suspensión trasera utiliza eje rígido montado sobre elásticos longitudinales con amortiguadores hidráulicos tubulares.
En 1980, el Cadillac Seville se trasladó a la plataforma K de tracción delantera, similar a la plataforma E basada al Cadillac Eldorado.

## Aplicaciones
- Cadillac Seville  Primera generación (1975-1979)

## Comparación entre la plataforma X y K
| Plataforma X / K      | Plataforma X 4ª gen. | Plataforma K       |
| --------------------- | -------------------- | ------------------ |
| Producción:           | 1975-1979            | 1975-1979          |
| Distancia entre ejes: | 2819 mm / 111 in     | 2903 mm / 114.3 in |
| Trocha delantera:     | 1557 mm / 61.3 in    | 1557 mm / 61.3 in  |
| Trocha trasera:       | 1499 mm / 59.0 in    | 1499 mm / 59.0 in  |